# Henry Wilcoxon

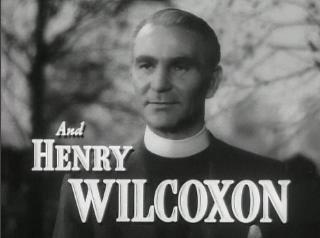
Henry Wilcoxon i Familjen Miniver på 1950

Henry Wilcoxon, född 8 september 1905 i Roseau på Dominica i Brittiska Västindien, död 6 mars 1984 i Los Angeles i Kalifornien, var en brittisk-amerikansk skådespelare.
Sitt genombrott fick han i Cecil B. DeMilles Cleopatra 1934 och han fortsatte agera i ett flertal av DeMilles filmer och det är för dessa han är mest känd, även om han ofta framträdde i andra regissörers filmer. Efter DeMilles död 1959 började Wilcoxon intressera sig mer för TV-serier.

## Filmografi (i urval)
- 1972 – The Doomsday Machine
- 1952 – Scaramouche - de tusen äventyrens man
- 1952 – Världens största show
- 1949 – Simson och Delila
- 1938 – Om jag vore kung
- 1937 – Farornas skepp
- 1936 – Den siste mohikanen
- 1935 – Korsriddarna
- 1934 – Cleopatra